# (21520) Dianaeheart
(21520) Dianaeheart est un astéroïde de la ceinture principale d'astéroïdes.

## Description
(21520) Dianaeheart est un astéroïde de la ceinture principale d'astéroïdes. Il est découvert le 23 mai 1998 à Socorro (Nouveau-Mexique) par le projet LINEAR. Il présente une orbite caractérisée par un demi-grand axe de 2,97 UA, une excentricité de 0,05 et une inclinaison de 9,2° par rapport à l'écliptique.

## Compléments